# Peter O'Toole
Peter Seamus O'Toole (2. srpna 1932 – 14. prosince 2013) byl irský herec, osmkrát nominovaný na Oscara, držitel čestného Oscara, vítěz Emmy, Zlatého glóbu.

## Životopis

### Dětství
Narodil se v roce 1932 podle některých zdrojů v Connemaře v Irsku, podle jiných v Leedsu v Anglii, kde také vyrůstal. On sám si nebyl jist svým místem a datem narození, ve svém životopise říkal, že akceptoval jako svůj den narození 2. srpen, ačkoli jeho irský rodný list uváděl, že se narodil v červnu 1932. Šlo o syna zdravotní sestry Constance Jane (roz. Ferguson) a irského bookmakera Patricka Josepha O'Toolea. Navštěvoval katolickou školu, kde byl přeučen na praváka. Později se stal hrdým na svůj irský původ, a proto nosil vždy alespoň jednu část oděvu zelenou. Herectví studoval na Royal Academy of Dramatic Art.

### Kariéra
Začínal jako divadelní herec v Bristolu. V divadle působil po celý život. Televizní debut si odbyl v roce 1954, filmový o pět let později. Zlom v jeho kariéře nastal, když byl Davidem Leanem vybrán do role T. E. Lawrence ve filmu Lawrence z Arábie. Tento jeho výkon mu vynesl první z osmi nominací na Oscara a magazín Premiere ho označil za nejlepší herecký výkon všech dob.
Stal se také jedním z hrstky herců, kteří byli nominováni na Oscara za tutéž roli ve dvou různých filmech; zahrál si krále Jindřicha II. ve filmech Becket a Lev v zimě. Za roli v minisérii Johanka z Arku získal v roce 1999 Emmy. Zahrál si také krále Priama v komerčním letním trháku Troja. V roce 2006 získal svou poslední nominaci na Oscara za roli ve filmu Venuše. Svůj hlas také propůjčil postavě Antona Ega v animovaném filmu Ratatouille.

### Osobní život
V roce 1960 se oženil s velšskou herečkou Siân Phillipsovou, se kterou měl dvě dcery Kate a Patricii. Pár se ale rozvedl v roce 1979. Phillips později uvedla, že ji O'Toole poháněný alkoholem mentálně týral, a tak ho opustila kvůli mladšímu milenci. Spolu se svou bývalou přítelkyní modelkou Karen Brown má O'Toole syna Lorcana Patricka O'Toolea.
Jako zřejmě jediný ze svých londýnských hereckých současníků nebyl povýšen do rytířského stavu. Podle deníku Daily Mail tomu tak bylo z jeho vlastní vůle. Podle Richarda Kaye z těchto novin mu byl titul v roce 1987 nabídnut, ale on ho z osobních a politických důvodů odmítl.

## Filmografie
| Rok       | Film/seriál                                    | Role                                                            | Poznámky |
| --------- | ---------------------------------------------- | --------------------------------------------------------------- | --- |
| 1956      | The Scarlet Pimpernel                          | voják                                                           | 1 epizoda |
| 1958      | The Castiglioni Brothers                       | Mario                                                           | |
| 1959–1961 | Rendezvous                                     | John / Larry Dunne / Patrick O'Toole                            | 3 epizody |
| 1960      | Únos                                           | Robin MacGregor                                                 | |
| 1960      | The Day They Robbed the Bank of England        | kapitán Monty Fitch                                             | |
| 1960      | The Savage Innocents                           |                                                                 | |
| 1962      | Lawrence z Arábie                              | Thomas Edward Lawrence                                          | Cena BAFTA v kategorii nejlepší herec v hlavní roli Zlatý glóbus v kategorii nová hvězda roku – herec nominace na Oscara v kategorii nejlepší herec nominace na Zlatý glóbus v kategorii nejlepší herec v dramatu |
| 1964      | Becket                                         | Jindřich II.                                                    | Zlatý glóbus v kategorii nejlepší herec v dramatu nominace na Oscara v kategorii nejlepší herec nominace na cenu BAFTA v kategorii Nejlepší herec v hlavní roli                                                   |
| 1965      | Lord Jim                                       | Lord Jim                                                        | |
| 1965      | Co je nového, kočičko?                         | Michael James                                                   | |
| 1965      | Písečný ptáček                                 |                                                                 | dabing, nebyl uveden v titulcích |
| 1966      | Jak ukrást Venuši                              | Simon Dermott                                                   | |
| 1966      | Bible                                          | tři andělé                                                      | |
| 1967      | The Night of the Generals                      | generál Tanz                                                    | Donatellův David |
| 1967      | Casino Royale                                  | skotský dudák                                                   | nebyl uveden v titulcích |
| 1968      | Lev v zimě                                     | Jindřich II.                                                    | Zlatý glóbus v kategorii nejlepší herec v dramatu nominace na Oscara v kategorii nejlepší herec |
| 1968      | Great Catherine                                | kapitán Charles Edstaston                                       | |
| 1969      | Sbohem, pane profesore!                        | Arthur Chipping                                                 | Zlatý glóbus v kategorii nejlepší herec v komedii nebo muzikálu nominace na Oscara v kategorii nejlepší herec |
| 1969      | Rodinné pouto                                  | sir Charles Ferguson                                            | |
| 1971      | Murphyho válka                                 | Murphy                                                          | |
| 1972      | Pod Mléčným lesem                              | kapitán Tom Cat                                                 | |
| 1972      | The Ruling Class                               | Jack Arnold Alexander Tancred Gurney, 14. hrabě z Gurney        | nominace na Oscara v kategorii nejlepší herec |
| 1972      | Muž jménem La Mancha                           | Don Quixote de La Mancha / Miguel de Cervantes / Alonso Quijana | nominace na Zlatý glóbus v kategorii nejlepší herec v komedii nebo muzikálu |
| 1975      | Růžové poupě                                   | Larry Martin                                                    | |
| 1975      | Člověk Pátek                                   | Robinson Crusoe                                                 | |
| 1976      | Foxtrot                                        | Liviu                                                           | |
| 1977      | Gentleman samotář                              | sir Robert Hunter                                               | |
| 1978      | Power Play                                     | plukovník Zeller                                                | |
| 1979      | Svítání Zuluů                                  | Lord Fredric Chelmsford                                         | |
| 1979      | Caligula                                       | Tiberius                                                        | |
| 1980      | Strumpet City                                  | Jim Larkin                                                      | 4 epizody |
| 1980      | V roli kaskadéra                               | Eli Cross                                                       | nominace na Oscara v kategorii nejlepší herec nominace na Zlatý glóbus v kategorii nejlepší herec v dramatu |
| 1981      | Masada                                         | generál Cornelius Flavius Silva                                 | nominace na Emmy v kategorii nejlepší herec v hlavní roli v minisérii nebo filmu |
| 1982      | Můj oblíbený rok                               | Alan Swann                                                      | nominace na Oscara v kategorii nejlepší herec nominace na Zlatý glóbus v kategorii nejlepší herec v komedii nebo muzikálu                                                                                         |
| 1982      | Man and Superman                               | Jack Tanner                                                     | |
| 1983      | Pygmalion                                      | profesor Henry Higgins                                          | |
| 1983      | Sherlock Holmes and a Study in Scarlet         | Sherlock Holmes                                                 | dabing |
| 1983      | Sherlock Holmes and the Baskerville Curse      | Sherlock Holmes                                                 | dabing |
| 1983      | Sherlock Holmes and the Valley of Fear         | Sherlock Holmes                                                 | dabing |
| 1983      | Sherlock Holmes - Znamení čtyř                 | Sherlock Holmes                                                 | dabing |
| 1983      | Svengali                                       | Anton Bosnyak                                                   | |
| 1984      | Kim                                            | Lama                                                            | |
| 1984      | Superdívka                                     | Zaltar                                                          | |
| 1985      | Jiný život                                     | Dr. Harry Wolper                                                | |
| 1986      | Divadlo Raye Bradburyho                        | John Hampton                                                    | 1 epizoda |
| 1986      | Klub ráj                                       | guvernér Anthony Cloyden Hayes                                  | nominace na Zlatou malinu v kategorii nejhorší herec |
| 1987      | Poslední císař                                 | Reginald Johnston                                               | nominace na cenu BAFTA v kategorii nejlepší herec ve vedlejší roli |
| 1988      | Dům veselých duchů                             | Peter Plunkett                                                  | |
| 1989      | The Dark Angel                                 | strýc Silas Ruthyn                                              | 2 epizody |
| 1989      | Za svitu luny                                  | profesor Yan McShoul                                            | |
| 1990      | Křídla slávy                                   | Cesar Valentin                                                  | |
| 1990      | Crossing to Freedom                            | John Sidney Howard                                              | |
| 1990      | The Rainbow Thief                              | princ Meleagre                                                  | |
| 1990      | Louskáček                                      | Pantaloon                                                       | dabing |
| 1991      | Král Ralph                                     | Sir Cedric Charles Willingham                                   | |
| 1991      | Isabelle Eberhardt                             | Maj. Lyautey                                                    | |
| 1992      | Rebečiny dcery                                 | lord Sarn                                                       | |
| 1992      | Civvies                                        | Barry Newman                                                    | 3 epizody |
| 1993      | Zlatý poklad Herodese Velikého                 | Emil Saber                                                      | |
| 1994      | Nebe a peklo                                   | Sam Trump                                                       | 3 epizody |
| 1995      | Heavy Weather                                  | Clarence, hrabě z Emsworthu                                     | |
| 1996      | Gulliverovy cesty                              | císař liliputů                                                  | |
| 1997      | Pravdivá pohádka                               | Arthur Conan Doyle                                              | |
| 1998      | Přízraky                                       | Dr. Timothy Flyte                                               | |
| 1998      | Návrat domů                                    | plukovník Edgar Carey-Lewis                                     | |
| 1999      | Panství                                        | pan Ravenscroft                                                 | |
| 1999      | Molokai: The Story of Father Damien            | William Williamson                                              | |
| 1999      | Johanka z Arku                                 | biskup Petr Cauchon                                             | Emmy v kategorii nejlepší herec ve vedlejší roli v minisérii nebo filmu |
| 1999      | Jeffrey Bernard is Unwell                      | Jeffrey Bernard                                                 | také režisér a producent |
| 2002      | The Education of Max Bickford                  | Sidney McKnight                                                 | 1 epizoda |
| 2002      | Global Heresy                                  | lord Foxley                                                     | |
| 2002      | Nečistá hra                                    | JJ Curtis                                                       | |
| 2003      | Rozverná mládež                                | plukovník Blount                                                | |
| 2003      | Hitler: Vzestup zla                            | Paul von Hindenburg                                             | nominace na Emmy v kategorii nejlepší herec ve vedlejší roli v minisérii nebo filmu |
| 2003      | Augustus, první císař římský                   | Augustus                                                        | |
| 2004      | Troja                                          | Priamos                                                         | |
| 2005      | Vzpomínky Casanovy                             | starý Casanova                                                  | |
| 2005      | Lassie                                         | vévoda                                                          | |
| 2006      | Venuše                                         | Maurice                                                         | nominace na Oscara v kategorii nejlepší herec nominace na Zlatý glóbus v kategorii nejlepší herec v dramatu nominace na cenu BAFTA v kategorii nejlepší herec v hlavní roli                                       |
| 2006      | Noc s králem                                   | prorok Samuel                                                   | |
| 2007      | Ratatouille                                    | Anton Ego                                                       | dabing |
| 2007      | Hvězdný prach                                  | král                                                            | |
| 2008      | Tudorovci                                      | papež Pavel III.                                                | |
| 2008      | Děkan Spanley                                  | Fisk senior                                                     | |
| 2008      | Vánoční chaloupka                              | Glen                                                            | |
| 2009      | Iron Road                                      |                                                                 | 2 epizody |
| 2012      | Eldorado                                       | vypravěč                                                        | dabing |
| 2012      | For Greater Glory: The True Story of Cristiada | otec Christopher                                                | |
| 2014      | Katherine of Alexandria                        | Gallus                                                          | |
| 2015      | The Whole World at Our Feet                    |                                                                 | |